# Доктор Алхимия
Доктор Алхимия (англ. Doctor Alchemy) — псевдоним нескольких суперзлодеев из комиксов DC Comics. Все являются врагами Флэша. Из преступников, скрывавшихся под маской Доктора Алхимии, наиболее известен Альберт Дезмонд.

## История публикации
Впервые персонаж со способностями Доктора Алхимии, Господин Элемент, был представлен в комиксе Showcase #13 (апрель 1958)? сценаристом которого стал Джон Брум, а художником — Кармайн Инфантино. Как выяснилось под этим псевдонимом скрывался Альберт Десмонд, который в следующем выпуске Showcase появился уже как доктор Алхимия Алхимик, он же Курт Энгстром, впервые появился в The Flash (том. 2) #71 (февраль 1992) и был создан сценаристом Марком Уэйдом и художником Грегом Лароке. Третьим, кто обладал похожими способностями, стал Александр Петров, впервые показанный в The Flash (vol. 2) #202 (ноябрь 2003) и созданный Джеффом Джонсом и Альберто Дозе.

## Вымышленная биография

### Альберт Дезмонд / Элвин Дезмонд
Альберт Дезмонд (англ.  Albert Desmond) — персонаж, созданный Джоном Брумом и Кармайном Инфантино. Его дебют состоялся в выпуске Showcase #13 (апрель 1958), где он взял себе псевдоним «Господин Элемент» (англ. Mister Element). Однако наиболее часто он скрывался под другим псевдонимом, Доктор Алхимия (англ.  Doctor Alchemy), и впервые использовал его в выпуске Showcase #14 (июнь 1958).
Согласно сюжету основного повествования Альберт Дезмонд страдает от расщепления личности: в его теле существуют независимо друг от друга законопослушный гражданин и индивидуум с преступными наклонностями. Под влиянием своей темной половины Альберт Дезмонд использует свои познания в химии, чтобы, скрывшись за маской Господина Элемента, создавать особые приспособления — пуленепробиваемый кремний для защиты автомобилей и даже новый химический элемент, Элементо, представляющий собой магнитное излучение, при помощи которого он отправил Флэша в космос. Будучи пойманным после своего первого столкновения с Флэшем, он был помещен в одну камеру с неизвестным, от которого узнает о существовании философского камня. В конце концов он сбегает, находит камень и, используя его возможности превращать один элемент в другой, заново начал преступную карьеру, но уже в качестве Доктора Алхимия.
Впоследствии он постоянно применяет оба псевдонима, но все же предпочтение отдает личности Доктора Алхимия. В конце концов, снова возвращается «я», принадлежащее законопослушному гражданину, и он, оставив преступную жизнь, прячет Философский камень. Вскоре после того, как он узнает о появлении нового Доктора Алхимия, он понимает, что под маской преступника скрывается его брат-близнец, Элвин Дезмонд (англ. Alvin Desmond), с которым у Альберта имеется психическая связь. Эта часть биографии персонажа подверглась пересмотру, в результате чего «Элвином» стал называться конструкт, созданный Философским камнем под влиянием преступного «я» Альберта. Когда «Элвин» вступил в бой с Альбертом и проиграл ему, Альберт Дезмонд снова становится Доктором Алхимия.

### Алхимик (Доктор Кёртис Энгстром)
После того, как Альберт Дезмонд прекращает свою суперзлодейскую карьеру, его оборудование, в том числе и философский камень, было передано учёным С. Т. А. Р. Лабс, которые надеялись создать на основе осколка камня медицинский чип. Тем не менее, консультант проекта, доктор Кёртис «Курт» Энгстром, похитил и чип, и философский камень. за что впоследствии был арестован и посажен в тюрьму. После побега из тюрьмы он надел костюм, похожий на таковой у Доктора Алхимии, и напал на своего сокамерника с целью вернуть чип. который тот украл у него. После того, как Энгстром был остановлен Флэшем он исчез без следа.

### Господин Элемент (Александр Петров)
Александр Петров работал лаборантом в криминалистическом отделе полиции Кисну Сити, надел мантию Господина Элемента чтобы улучшить свою репутацию в лаборатории. Также Петров украл оружие Господина Элемента из полицейского хранилища улик и использовал это оружие, чтобы убить своего наставника, заморозив его во льду. После этого он был назначен руководителем лаборатории и продолжил безнаказанно убивать полицейских. Несмотря на то, что он носил костюм Господина Элемента, все его преступления как правило указывали на другого злодея — Капитана Холода. В результате он встретился с Флэшем и Снартом лицом к лицу и последний убил его в отместку.

## Силы и способности
Будучи Господином Элементом, Альберт Дезмонд использовал специальную молекулярную пушку, которая могла повлиять на молекулярную структуру вещества. Будучи Доктором Алхимией, он использует философский камень, который когда-то принадлежал Мерлину. Воздействие на камень в определённых местах позволяет ему превращать любое вещество в любое другое вещество (например, сталь - в резину или кислород - в угарный газ), а также трансформировать человеческое тело (например, однажды он превратил Флэша в водяной пар) Дезмонд также может контролировать камень на расстоянии с помощью телекинеза.

## Вне комиксов

### Телевидение
- Как Доктора Алхимию, так и Господина Элемента можно увидеть в качестве бессловесных персонажей в одном из эпизодов мультсериала «Лига справедливости без границ». Они оба, как и другие враги Флэша, посещают бар для суперзлодеев.
- В третьем сезоне телесериала 2014 года «Флэш» Доктора Алхимию озвучивает актёр Тобин Белл (в титрах не указан). Его настоящее имя, Джуллиан Альберт (Том Фелтон), раскрывается только в эпизоде «Убийца Мороз», а полное (Джуллиан Альберт Дезмонд) называется только в финале полусезона[7]. По сюжету он является судмедэкспертом и специалистом по мета-людям. Как Доктор Алхимия он носит традиционный для персонажа плащ с капюшоном и крючковатую маску. Он работает на Савитара и использует Брамастру, он же философский камень, чтобы вернуть способности тем, кто обладал ими в альтернативной линии, известной как Флэшпоинт. Доктор Алхимия показывает, что осведомлён о событиях Флэшпоинта даже несмотря на то что Барри отменил их. Впоследствии выяснилось, что Савитар обманул Джуллиана образом его давно погибшей сестры и вынудил найти Брамастру, освободить Савитара и работать на него в качестве Доктора Алхимии, сам того не подозревая. Лишь когда Флэш арестовал его и раскрыл правду, он понял, что произошло, и оказал всяческую поддержку команде Флэша. В результате Брамастра был заброшен в Силу Скорости совместными усилиями Барри Аллена и Джея Гаррика.

### Фильмы
- В полнометражном анимационном фильме «Лига Справедливости: Парадокс источника конфликта», костюм Доктора Алхимии можно увидеть в Музее Флэша во время битвы Флэша c Негодяями.